# پتار استویانوف
پتار استویانوف (بلغاری: Петър Стефанов Стоянов؛ زادهٔ ۲۵ مهٔ ۱۹۵۲) سیاست‌مدار اهل بلغارستان است.